# Delia Boccardo
Delia Boccardo (* 29. Januar 1948 in Genua) ist eine italienische Schauspielerin.

## Leben
Boccardo verbrachte einen Großteil ihrer Kindheit und frühen Jugend mit ihren Eltern in Nervi. Nach dem Besuch eines Internats in der Schweiz wurde sie Schülerin des Istituto Poggio Imperiale in Florenz und ging schließlich auf ein College nach Sussex, England, wo sie etwa drei Jahre blieb. 1965 zog sie nach Rom, um das Centro Sperimentale di Cinematografia zu besuchen, das sie jedoch nicht mit einem Diplom abschloss. 1967 debütierte sie dafür auf der Bühne in Arthur Millers Blick von der Brücke neben Raf Vallone. Filmangebote und somit das Kinodebüt (in dem skurrilen Italowestern Drei Pistolen gegen Cesare) folgten. Bis Mitte der 1970er Jahre drehte sie neben Genrefilmen auch mit Autorenregisseuren wie Maurizio Ponzi, Nino Manfredi und Pupi Avati, konnte jedoch selten ihre mimischen Fähigkeiten ausreizen, da sie oft nur auf ihre physischen Merkmale reduziert und als dekoratives Beiwerk der Filme eingesetzt wurde. Danach drosselte sie ihren Filmausstoß, blieb jedoch bis Mitte der 1990er Jahre regelmäßiger Gast auf den Kinoleinwänden.
Für das Fernsehen drehte Boccardo Kriminalfilme nach Francis Durbridge (Come un uragano, Regie Silverio Blasi 1971), Literaturverfilmungen (Martin Eden unter Giacomo Battiato, 1979) und Mafiafilmen (Il cugino americano, ebenfalls von Battiato, 1986). Eine der bekanntesten Rollen späterer Jahre, in denen sie häufig in Fernseh-Miniserien auftrat, war die der Mutter der Figur „Michela Rocco“ in I ragazzi del muretto 2 1993. Von 1998 bis 2008 spielte sie in der Soap Opera Incantesimo sie Rolle der „Tilly Nardi“.
Seit Mitte der 1980er Jahre verstärkte Boccardo ihr Bühnenengagement, wobei sie intensiv mit Luca Ronconi zusammenarbeitete.
1989 wurde sie für ein Silbernes Band für ihre Leistung in Cavalli si nasce nominiert.
Boccardo ist die Schwester der Schauspielerin Gabriella Boccardo. 2002 unternahm sie einen Selbstmordversuch.

## Filmografie (Auswahl)
- 1967: Drei Pistolen gegen Cesare (Tre pistole contro Cesare)
- 1967: Das wilde Auge (L'occhio selvaggio)
- 1968: Inspektor Clouseau (Inspector Clouseau)
- 1969: Die Klette (Un detective)
- 1970: I cannibali
- 1970: Der Kurier des Zaren (Strogoff)
- 1970: Playboys und Abenteurer (The Adventurers)
- 1970: Der schielende Heilige (Per grazia ricevuta)
- 1971: Bratpfanne Kaliber 38 (…e alla fine lo chiamarono Jerusalem l'implacabile)
- 1973: Tödlicher Irrtum (Rappresaglia)
- 1973: Tote Zeugen singen nicht (La polizia incrimina, la legge assolve)
- 1975: Die Killermafia (La polizia accusa: il servizio segreto uccide)
- 1976: Die Frau am Fenster (Une femme à sa fenêtre)
- 1977: Der Polyp – Die Bestie mit den Todesarmen (Tentacoli)
- 1980: Der Tag, an dem Christus starb (The Day Christ Died)
- 1982: Aphrodite – Im Wendekreis der Begierde (Aphrodite)
- 1983: Herkules (Hercules)
- 1983: Nostalghia (Ностальгия)
- 1986: Mafia (Il cugino Americano) (Fernsehfilm)
- 1988: Das Geheimnis der Sahara (Il segreto del Sahara) (Fernseh-Miniserie)
- 1989: Mission Eureka (Fernseh-Miniserie)
- 1990: Allein gegen die Mafia 5 (La piovra 5 - Il cuore del problema) (Fernseh-Miniserie)
- 1990: Die Löwen der Alhambra (Requiem por Granada)
- 1991: Das Pferd seiner Träume (Il ritorno di Ribot) (Fernseh-Miniserie)
- 1991: Vergewaltigt (Contro ogni volontà) (Fernsehfilm)
- 1992: Casanovas Rückkehr (Le retour de Casanova)
- 1993: Das Sahara-Projekt
- 1995: Liebe findet ihren Weg (Addio e ritorno) (Fernseh-Miniserie)